# Le Docteur Ox (opéra bouffe)
Personnages
- Le Docteur Ox
- Ygène
- Prascovia
- Natalis Van Tricasse
- Hermance Van Tricasse
- Suzel
- Frantz
- Lotché
- Niklausse
- Josse

Le Docteur Ox est un opéra bouffe en trois actes et six tableaux de Jacques Offenbach, sur un livret d'Arnold Mortier et Philippe Gille d'après la nouvelle de Jules Verne, Une fantaisie du docteur Ox (1874), créé le 26 janvier 1877 aux Variétés.

## L'œuvre

### Contexte
Le Docteur Ox est créé le 26 janvier 1877 dans une période très chargée pour Jacques Offenbach. Son livre Notes d’un musicien en voyage, dans lequel il raconte avec humour sa tournée triomphale aux États-Unis en 1876, paraît le 18 janvier 1877, huit jours avant la première du Docteur Ox. Et quinze jours plus tard, La Foire Saint-Laurent est créée, le 10 février 1877, aux Folies Dramatiques. Adrien Marie couvre pour L'Illustration la représentation du 3 février au Théâtre des Variétés dont il illustre la page de titre,.
À la mi-février, Offenbach est violemment pris à partie, et accusé d’avoir « insulté la France » par le journal Le Siècle. Dans un article non signé, le journal s’étonne que le public parisien ait pu « s’imaginer qu’un Juif allemand représentait la vieille garde française ». Cet « incident Arbel-Offenbach », du nom de son accusateur, le sénateur Lucien Arbel, sera repris par l’ensemble de la presse. Offenbach se défendra par de nombreux courriers, mais les attaques virulentes ne se calmeront que tardivement, à la mi-mars.
La reprise de La Périchole au théâtre des Variétés, le 9 mars 1877, sera d’ailleurs accueillie par des sifflets en lever de rideau. Vraisemblable conséquence de ce lynchage médiatique : il faudra attendre plus d’un an avant la création de Maître Péronilla, le 13 mars 1878 aux Bouffes Parisiens.

### Genèse

#### Jules Verne et Offenbach
En 1874, Hetzel publie, dans un recueil intitulé Le Docteur Ox, une nouvelle surnommée Une fantaisie du docteur Ox écrite par Jules Verne en 1872.
En 1875, Jacques Offenbach met en musique Le Voyage dans la Lune, opéra-féerie en 23 tableaux d’Albert Vanloo, Eugène Leterrier et Arnold Mortier. Jules Verne s’émeut auprès de Hetzel de similitudes avec ses romans, mais cette affaire ne semble pas avoir eu de suite.
Début février 1876, la presse annonce une « grande opérette-féerie » signée Offenbach pour les Variétés. Le 6 juin 1876, Offenbach, alors aux États-Unis, écrit à Bertrand, le directeur du théâtre des Variétés, pour le féliciter du succès de la reprise de La Boulangère a des écus, il ajoute : « Ne vous inquiétez pas de la pièce Verne, Gille et Mortier, quoique je n’aie pas encore eu le temps de m’en occuper. »

#### Préparation
Arnold Mortier et Philippe Gille collaborent au livret avec Jules Verne qui s’installe à Paris en octobre 1876 pour travailler à cette adaptation. Paradoxalement, quelques mois plus tard, à la création, Jules Verne ne sera pas cité comme un des librettistes.
Limités par le nombre réduit de personnages féminins, les librettistes ajoutent une troupe de bohémiens menée par la princesse Prascovia. Quant à la servante Lotché, elle devient une femme énergique « du Midi ».
Une lecture des deux premiers tableaux a lieu le samedi 18 novembre 1876 aux Variétés. Prévu d’abord à quatre tableaux, la pièce passe à six tableaux. Bertrand, le directeur des Variétés, se plie aux exigences des librettistes : création d’un décor à deux niveaux, ajout de carillons, intégration d’une musique militaire, utilisation de siphons en cuivre pour les sifflements du gaz, etc. Les créateurs vont même jusqu’à employer du « véritable gaz oxyhydrique » qui nécessite l’installation de gazomètres « dans le grand couloir, attenant aux Variétés, qui va du boulevard Montmartre au passage des Panoramas. » !
Pour les répétitions, le théâtre des Variétés fait relâche dès le mercredi 17 janvier 1877. Prévue une semaine plus tard, la première est reculée pour permettre la mise au point des effets du gaz : au cours des premières répétitions, le gaz fait pleurer les acteurs !
En plus des difficultés techniques, Offenbach exige des répétitions supplémentaires : le ton s’envenime avec le directeur des Variétés. Il lui écrit : « Mon cher ami, vous êtes dans l’erreur en me disant que la musique est sue. Nous n’avons jamais pu parvenir à avoir un véritable ensemble. (…) on ne monte pas une pièce comme Ox, en quelques semaines. C’est comme vous le savez presque une féerie. Où en sont les décors, les costumes ? Le décor de la kermesse est des plus compliqués, avec les quelques trucs nécessaires pour faire venir les enfants, nous n’en avons pas ouvert la bouche, et la Tour ?… Et le reste ? »
Malgré ces désaccords, l’exigence d’Offenbach pour la mise en scène ne faiblit pas. Arnold Mortier, un des librettistes, en fait un portrait le 25 janvier dans sa chronique du Figaro : « Il y a dans Le Docteur Ox, un final chanté et dansé que les artistes et les chœurs ont répété pendant une huitaine de jours assis. Quand le moment est venu de le mettre en scène, Offenbach l’a débrouillé en moins de deux heures. C’est que tout en le composant, il avait casé dans son cerveau les allées et venues de tous ses personnages, réglé les défilés, compté pour ainsi dire les pas. Aussi pas une mesure de trop à l’orchestre. Tout cela s’emboîtait comme les morceaux épars d’un jeu de patience qui finissent par représenter un paysage. ».
Au cours des dernières répétitions, Offenbach ajoute au troisième acte un duo [N°12 : « Non plus un mot »] entre Prascovia et le docteur Ox.

### Création
La première est enfin fixée au vendredi 26 janvier 1877. C’est un succès. Dans son compte-rendu, Le Petit Journal écrit : « De jolis décors, de jolis costumes, une musique alerte (Offenbach n’a jamais écrit rien de plus original que sa Marche des tziganes [N°5 : Marche et chanson bohémienne]), voilà le bilan de la soirée. (…) J’oubliais un acteur, un des plus importants en cette heure de théâtre scientifico-féerique, c’est le Gaz oxhydrique. ». En effet, l’éclairage provoqué par l’expérience du docteur Ox fait sensation : « Les deux gaz se sont admirablement combinés, et de cette combinaison ont jailli une lumière étonnante et un succès aussi éblouissant. ». Les costumes et les décors sont, eux aussi, très appréciés : « La mise en scène est éblouissante, je ne parle pas seulement du gaz, mais des décors, mais des costumes et même des accessoires tout cela est à la hauteur du roman de M. Jules Verne. » écrira La Presse.
La musique est très favorablement remarquée et applaudie. La Marche et chanson bohémienne (N°5) ainsi que le duo « Changeons de langage » (N°10) sont bissés le soir de la première. Bénédict note dans Le Figaro : « Dans cette nouvelle partition du plus fécond et du plus spirituel des compositeurs d’opérettes, M. Offenbach s’est montré l’égal – de M. Offenbach ; ce qui veut dire que l’heureux et gai musicien a le don de se dépenser sans s’épuiser, et de se recommencer sans se copier. ».
Les décors – l’intérieur hollandais, l’usine, la place, la kermesse, la tour à deux niveaux, et la vue d’une petite ville hollandaise – dessinés par Henri Robecchi sont admirés pour leurs réalismes : « On se croirait vraiment transporté dans le pays même. ».
Les costumes sont dessinés par Draner et reproduisent des gravures d’habits hollandais pittoresques. Pour le final du deuxième acte, plus de cent personnes sont sur scène. Le costume de Judic dessiné par Grévin, qui a reproduit le costume de Salomé du tableau de Henri Regnault, est « salué d’un cri unanime d’admiration ».

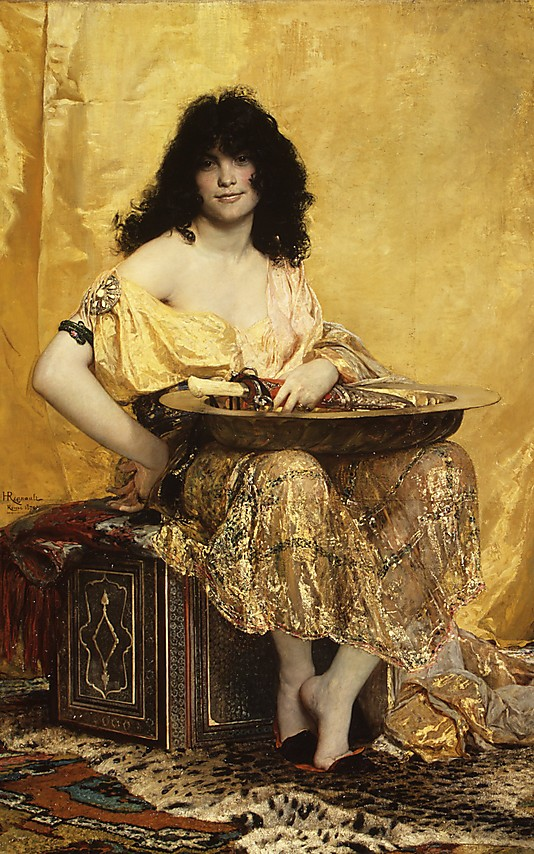
Henri Regnault, Salomé, 1870, Metropolitan Museum of Art.

Plus que tout le reste, c’est Judic qui fait sensation. François Oswald note dans Le Gaulois : « La pièce c’est… Mme-Judic. Elle est la pièce et elle est le succès. Elle est la gaieté, le mouvement, la poésie même ; quant à la beauté, nous n’en parlerons pas. » Bénédict s’émerveille : « L’art de dire musicalement en disant spirituellement, est l’irrésistible séduction du talent de Judic ; et cet art a à son service une voix du timbre le plus caressant et le plus pur, ce qui permet à la chanteuse de couper au besoin le son en quatre, sans que le fil d’argent casse jamais. C’est en ce genre un chef-d’œuvre de ténuité séraphique que certains traits filés des chansons de la Guzla [N°3 : Légende de la Guzla] et de la Tourterelle [N°6 : Couplets « Tout s’éveille dans la nature »]. ». Le lendemain de la première, Offenbach lui dédie sa partition, il lui écrit : « Je ne veux pas laisser passer la journée sans vous dire combien vous avez été admirable hier au soir. Quelle diction merveilleuse ! quelle adorable façon de chanter ! Je suis, comme le public, encore sous le charme. ».
La partition chant-piano paraît le 3 février, éditée par Choudens.
Le 2 mars, Le Figaro annonce les dernières. Cet arrêt du Docteur Ox semble plutôt dû aux mauvaises relations entre Offenbach et Bertrand, le directeur des Variétés, plutôt qu’à de mauvais résultats. La dernière a lieu le 5 mars après 39 représentations.
À l’étranger, en avril, les auteurs s’émeuvent de la création d’Oxigène au Folly-theater à Londres, alors que le Docteur Ox devait être présenté à l’Alhambra theater.

### Postérité
L’œuvre ne semble pas avoir été reprise avec l’effectif et la partition originale depuis sa création. Elle ne semble pas non plus avoir été enregistrée par l’ORTF durant la deuxième moitié du XXe siècle, comme c’est le cas pour un grand nombre des œuvres d’Offenbach.

## Les rôles et leurs créateurs
| Rôles                                       | Créateurs         |
| ------------------------------------------- | ----------------- |
| Le Docteur Ox                               | José Dupuis       |
| Ygène                                       | Léonce            |
| Van Tricasse                                | Etienne Pradeau   |
| Niklausse                                   | Baron             |
| Josse                                       | Alexandre Guyon   |
| Frantz, son fils                            | Cooper            |
| Shaoura                                     | Dailly            |
| Koukouma                                    | Emmanuel          |
| Mozdok,tzigane                              | Edouard Hamburger |
| Kasbek,tzigane                              | Daniel Bac        |
| Ararat, tzigane                             | Germain           |
| Le Grand Personnage de Virgamen, en Flandre | Bourdeille        |
| Prascovia                                   | Anna Judic        |
| Madame Van Tricasse                         | Aline Duval       |
| Suzel, fille de van Tricasse                | Baumaine          |
| Lotché, servante de van Tricasse            | Angèle            |
| Naia                                        | de Vaure          |
| Alda                                        | Stella            |
| Hilda                                       | Esquirol          |

Un voisin, deux voisines, ouvriers de l’usine, Quiquendoniens et Quiquendoniennes, conseillers, pompiers, gardes champêtres, etc.

## L'argument

### Acte I
Premier tableau. Chez van Tricasse. La vie est paisible chez Monsieur van Tricasse, le bourgmestre de la ville de Quiquendone. Niklausse vient de jouer son deuxième coup d’échec ce semestre. Seule Lotché, qui vient « du Midi », perturbe ce calme en se moquant des Quiquendoniens. Elle taquine Frantz qui est amoureux de Suzel, la fille des van Tricasse, car Suzel est promise au docteur Ox pour un mariage « dans trois ans ». Après « la turbulence des distractions du matin », Monsieur van Tricasse, Niklausse et Josse discutent, sans échauffement, des affaires de la ville et en particulier du docteur Ox. En effet, le « gaz de ce savant Danois… », le gaz Oxy-hydrique, va « effacer tous les gaz du monde… » car la « ville a bien besoin d’être éclairée ». C’est justement aujourd’hui qu’une délégation de Quiquendone va aller visiter l’usine du docteur Ox, en compagnie du Grand Personnage, le bourgmestre de la ville de Virgamen, le village voisin. Alors que le conseil se termine, Prascovia et Shaoura, deux bohémiens, viennent demander un permis de séjour pour la kermesse. Alors qu’ils sont dirigés vers le bureau du maire, le docteur Ox et son assistant Ygène entrent pour chercher la « clé du modérateur » qui permet de faire fonctionner l’usine de Quiquendone. Ox est apeuré : il a appris que la princesse Prascovia, était à sa recherche… Il lui était, en effet, promis en mariage, mais le jour de leurs noces, il l’a, par inadvertance, repoussée et s’est enfui. Depuis, elle le recherche. Alors que les deux bohémiens sortent du bureau du bourgmestre, ils tombent nez à nez : Ox fuit par la fenêtre suivi d’Ygène, de Shaoura et de Prascovia.
Deuxième tableau. L’usine à gaz du docteur Ox. Ox et Ygène arrivent essoufflés dans l’usine où leurs ouvriers les accueillent chaleureusement. C’est là qu’ils préparent leur expérience. Prascovia, Shaoura et toute la troupe de bohémiens arrivent, bien décidés à se venger. Ils trouvent Ox, mais ils lui laissent un répit de 2 jours alors que la délégation officielle arrive pour visiter l’usine. Devant l’insistance des Quiquendoniens, Ox lâche un peu de gaz Oxy-hydrique, les cerveaux s’excitent, les cœurs battent plus vite… Monsieur van Tricasse s’éprend de Lotché tandis que Madame van Tricasse s’émeut pour Niklausse. Prascovia profite de ce moment pour revenir demander de nouveau à Ox de tenir sa promesse. Elle apprend par monsieur van Tricasse, que le docteur Ox doit se marier à sa fille Suzel. Furieuse, elle traite Ox de « Don Juan d’occasion ». Devant cette injure au futur beau-fils du bourgmestre, les Quiquendoniens excités expulsent Prascovia tandis que le docteur Ox stoppe son expérience.

### Acte II
Troisième tableau. Une rue hollandaise. Les bohémiens sont revenus dans la ville costumés en marchands, ils conspirent contre le docteur Ox. Pour l’empêcher d’épouser Suzel, Shaoura leur demande de kidnapper le docteur. Ygène apprend au docteur Ox que Prascovia n’a pas été expulsée par les gendarmes indolents : elle se cache dans la foule de la kermesse qui va commencer. Le docteur Ox décide de prendre le costume du Grand Personnage pour se cacher. Chez les van Tricasse, Lotché se plaint de la nouvelle bonne car il « n’est pas facile de la réveiller ». Elle finit malgré tout par apparaître pour nettoyer les marches du perron : il s'agit de Prascovia, méconnaissable par son costume. Ox entre, déguisé en Grand Personnage, et tombe sous le charme. Alors qu’il se débat avec sa barbe postiche, ils se reconnaissent mutuellement mais se séparent, l’air de rien. Prascovia indique aux bohémiens que le docteur Ox se cache sous le costume du Grand Personnage. Celui-ci arrive justement à cet instant, mais il s’agit du “vrai” Grand Personnage ; il est immédiatement kidnappé.
Quatrième tableau. La place de la kermesse. Les Quiquendoniens et les officiels arrivent pour la grande expérience du docteur Ox. Shaoura a pris l'apparence du Grand Personnage qu'il vient de kidnapper. Prascovia découvrant que son stratagème n’a pas fonctionné décide de tenter de voler la clé du modérateur. Le docteur Ox et Ygène démarrent l’expérience. « Tous les pots à feu de la scène [s’éclairent] au gaz oxyhydrique. » Les Quiquendoniens s’excitent, les couples se forment : Suzel quitte Franz pour Ox, Niklausse va vers Madame van Tricasse, Monsieur van Tricasse courtise Loché qui lui préfère Shaoura, et Ygène tombe amoureux de Prascovia à qui il donne la clé du modérateur.

### Acte III
Cinquième tableau. Le théâtre représente les deux étages supérieurs de la tour de Quiquendone. Du haut de sa tour, où le gaz ne fait pas d’effet car il reste dans les couches inférieures de l'air, Ox observe les bienfaits de son invention : « Une instruction criminelle durait trois ans, maintenant on est jugé et condamné avant même d’avoir commis le crime ! Quiquendone ne possédait qu’une petite feuille officielle, depuis hier il est né cinquante et un journaux… tous de l’opposition !… ». Prascovia arrive, et par un chant le charme, et le fait descendre son observatoire. Arrivé en bas, le docteur Ox lui déclare sa flamme et lui révèle le mot du modérateur, qui combiné avec la clé, permet de diriger l’usine : « C’est thesaurochrysonichochysidès ! ».
Sixième tableau. La grande place Saint-Ernuphe à Quiquendone. Les Quiquendoniens « gesticulent avec une vivacité extraordinaire ». La nation est en guerre contre les habitants de Virgamen. L’armée défile, le docteur Ox s'écrit, tentant de les calmer : « vous n’êtes pas altérés de sang ; vous êtes de bons bourgeois, doux et paisibles ». Mais la clef est perdue, Ygène l’avait donné à Prascovia, qui l’a confié à Shaoura qui l’a donné à Lotché qui vient de la jeter dans le puits. Heureusement, Ygène vient de rapprocher « les becs d’hydrogène et d’oxygène »… « A ce moment on entend une grand explosion », « C’est l’usine qui a sauté ! ». Les anciens couples se reforment, car il semble à chacun qu’il a rêvé. Ox vient de perdre son usine, mais il retrouve Prascovia et conclut : « Tout c’ qu’on a vu dans notre Quiquendone, on aurait bien pu le voir autre part. »

## La partition
Les personnages en italique ne sont pas indiqués sur le sommaire de la partition chant-piano Choudens mais interviennent dans le numéro.
|          |   | Ouverture                    |                                | |
| Acte I   |   |                              |                                | |
| N° 1.    |   | Introduction                 | Laissons-nous vivre            | (Suzel, Lotché, 1re voisine, Mme Van Tricasse, 2e voisine, Frantz, Van Tricasse, Niklausse, Un voisin)                                              |
| N° 2.    |   | Couplets                     | Vous avez deux Van Tricasse    | (M. et Mme Van Tricasse, Suzel, Lotché, 1re voisine, 2e voisine, Frantz, Josse, Niklausse, Un voisin)                                               |
| N° 3.    |   | Légende de la Guzla          | Sur la rive l'oiseau chante    | (Prascovia) |
| N° 4.    |   | Chœur et Couplets            | Des guirlandes les plus belles | (Ox, Ygène, chœur) |
| N° 5.    |   | Marche et chanson bohémienne | Pour l'enfant de Bohême        | (Pascovia, Koukouma, Mozdock, Ararat, Shaoura, Kasbech, chœur)                                                                                      |
| N° 6.    | { | Final                        | Nous venons au nom de la ville | (Suzel, Lotché, Mme Van Tricasse, Ox, Ygène, Frantz, Josse, Van Tricasse, Le Grand Personnage, Niklausse, chœur)                                    |
| N° 6.    | { | Couplets                     | Tout s'éveille dans la nature  | (Prascovia, Suzel, Lotché, Mme Van Tricasse, Ox, Ygène, Frantz, Josse, Van Tricasse, Le Grand Personnage, Niklausse, chœur)                         |
|          |   | Entr'acte                    |                                | |
| Acte II  |   |                              |                                | |
| N° 7.    |   | Chœur et Couplets            | Chalands et chalandes          | (Naya, Koukouma, Mozdock, Ararat, Kasbech, chœur)                                                                                                   |
| N° 8.    |   | Couplets                     | Nous sommes de vrais diables   | (Koukouma, Ararat, Mozdock, Kasbeck, chœur de femmes)                                                                                               |
| N° 9.    |   | Sérénade                     | Sous votre fenêtre             | (Ox) |
| N° 10.   |   | Duo                          | Changeons de langage           | (Prascovia, Ox) |
| N° 11.   | { | Final                        | C'est la kermesse              | (Prascovia, Suzel, Lotché, Mme Van Tricasse, Ox, Frantz, Ygène, Van Tricasse, Koukouma, Mozdock, Ararat, Josse, Niklausse, Shaoura, Koskeck, chœur) |
| N° 11.   | { | Couplets                     | Accourez vite les amoureux     | (Prascovia, Suzel, Lotché, Mme Van Tricasse, Ox, Frantz, Ygène, Van Tricasse, Koukouma, Mozdock, Ararat, Josse, Niklausse, Shaoura, Koskeck, chœur) |
|          |   | Entr'acte                    |                                | |
| Acte III |   |                              |                                | |
| N° 12.   |   | Duo                          | Non plus un mot                | (Prascovia, Ox) |
| N° 13.   | { | Chœur                        | Avancez ! arrêtez              | (Frantz, chœur) |
| N° 13.   | { | Couplets                     | Quel dîner et quelle fête      | (Frantz, chœur) |
| N° 14.   |   | Couplets                     | En vain à chacun je demande    | (Suzel) |
| N° 15.   |   | Chœur                        | En avant !                     | (Chœur) |
| N° 16.   |   | Final                        | Ah ! quel prodige              | (Prascovia, Ox, chœur) |

## Citations et emprunts
- Les librettistes font référence à la pièce Janot ou les battus payent l'amende, une comédie-proverbe de Dorvigny (1779) en écrivant le N° 2. Dans sa nouvelle, Jules Verne faisait déjà référence à cette pièce « La famille van Tricasse aurait pu s’appeler justement la famille Jeannot. Voici pourquoi : Chacun sait que le couteau de ce personnage typique est aussi célèbre que son propriétaire et non moins inusable, grâce à cette double opération incessamment renouvelée, qui consiste à remplacer le manche quand il est usé et la lame quand elle ne vaut plus rien. »
- La clef permettant de faire fonctionner l'usine du Docteur Ox est une clef à combinaison. Elle doit être associée au mot : « Thesaurochrysonicochrysidès ». Les auteurs citent un nom inventé par l'auteur latin Plaute dans sa pièce Captivi.

## Costumes

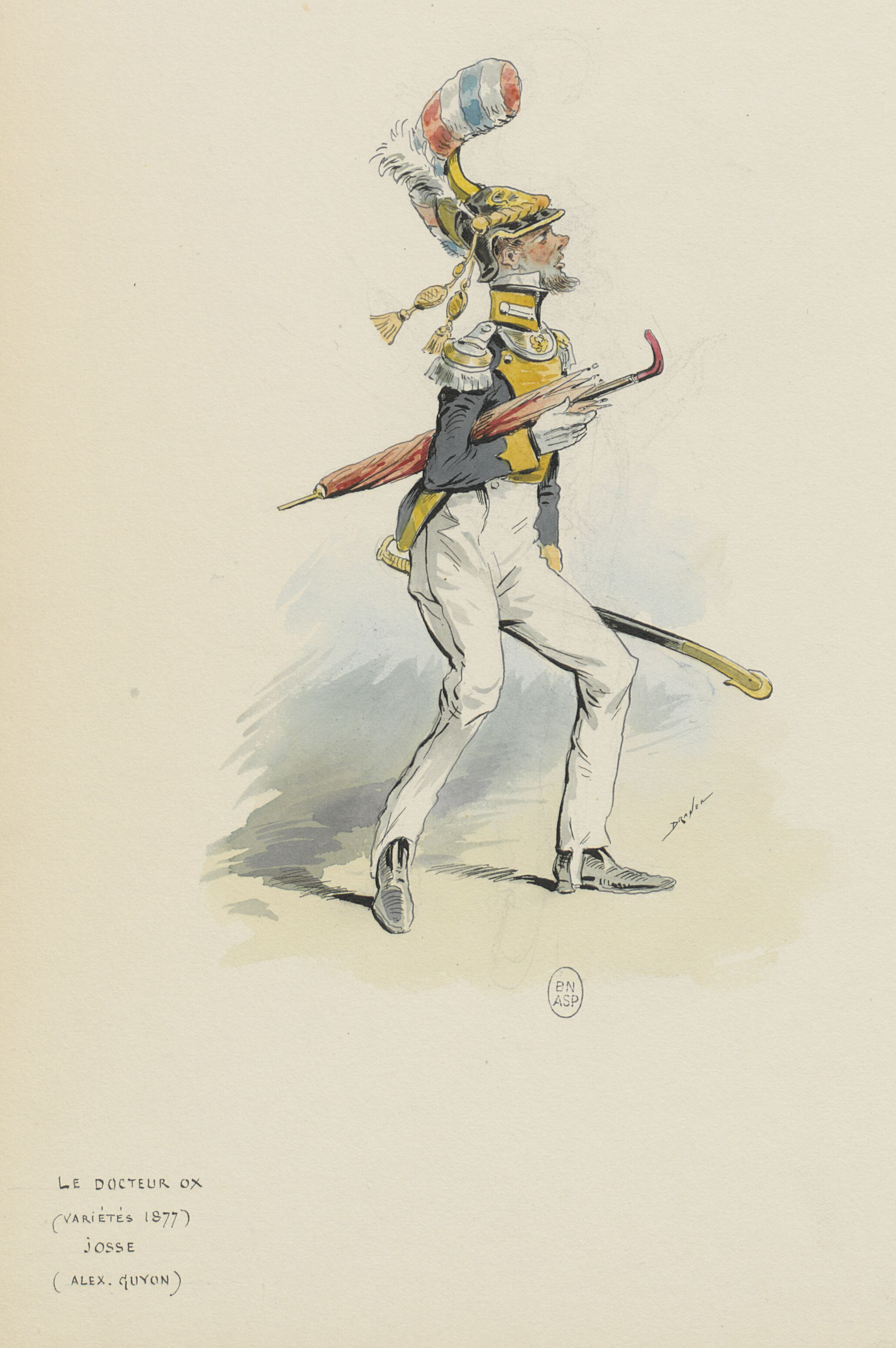
Costume de Josse par Draner (1877)
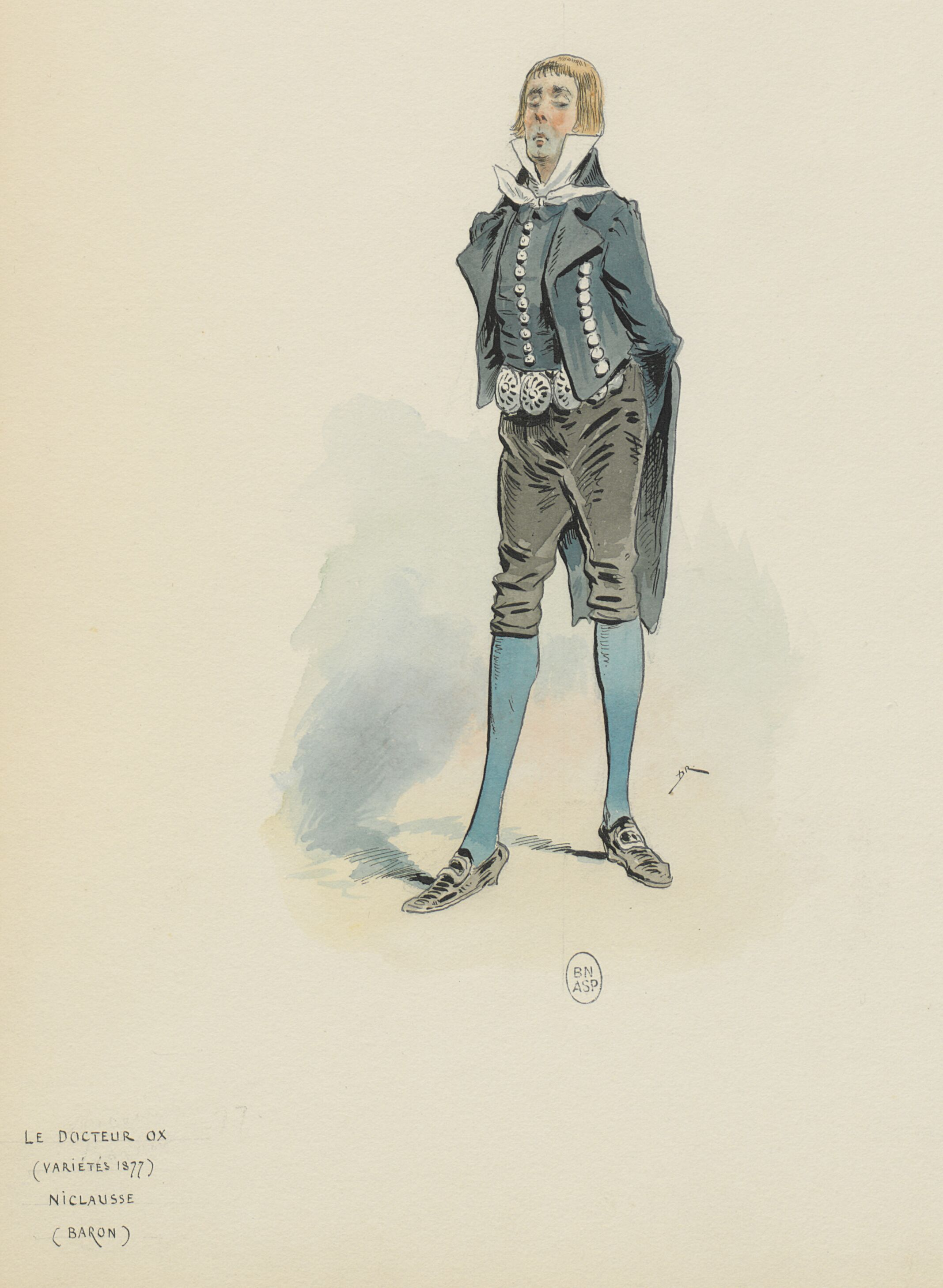
Costume de Niklauss par Draner (1877)

## Adaptations
- En 2003, une adaptation de cet opéra bouffe, réorchestrée pour piano et petit orchestre, a été réalisée par le metteur en scène Stéphan Druet, et interprétée par la troupe Les Brigands au Théâtre de l'Athénée Louis-Jouvet à Paris. Cette adaptation a été publiée en DVD accompagné en supplément d'une interview des spécialistes Jean-Claude Yon (Offenbach) et Alexandre Tarrieu (Jules Verne)[31]. Christophe Crapez interprétait le Docteur Ox, Emmanuelle Goizé celui de Mademoiselle Ygène et Aurelia Legay celui de la princesse Prescovia.
- En septembre 2008, une reconstitution de la partition d'origine (du matériel original Choudens) est donnée au Théâtre Benno Besson à Yverdon-les-Bains (Suisse), dans le cadre de l'inauguration de l'Espace Jules-Verne de la Maison d'Ailleurs (direction musicale Christian Delafontaine, mise en scène Christophe Balissat, direction artistique Christian Baur[32].
- En mai 2011, la troupe Oya Kephale en fait une adaptation au théâtre Armande Béjart d'Asnières-sur-Seine.